# Улица Гагарина (Королёв)
Улица Гагарина  — улица в центральной части города Королёв.

## История
Улица Гагарина получила современное название в 1961 году в честь первого космонавта планеты.
Застройка улицы началась в 1960 году. Улица Гагарина застроена в основном пятиэтажными кирпичными домами. Начальный участок улицы был застроен двухэтажными жилыми домами и находится в процессе реконструкции. 
Большая часть улицы выходит на центральный городской парк, огороженный ажурной решеткой.

## Трасса
Улица Гагарина начинается от территории «ОАО „РКК Энергия“ им. С. П. Королева» и заканчивается на улице Чайковского. Пересекает улицы Ленина, Кирова / Богомолова, Терешковой.

## Организации

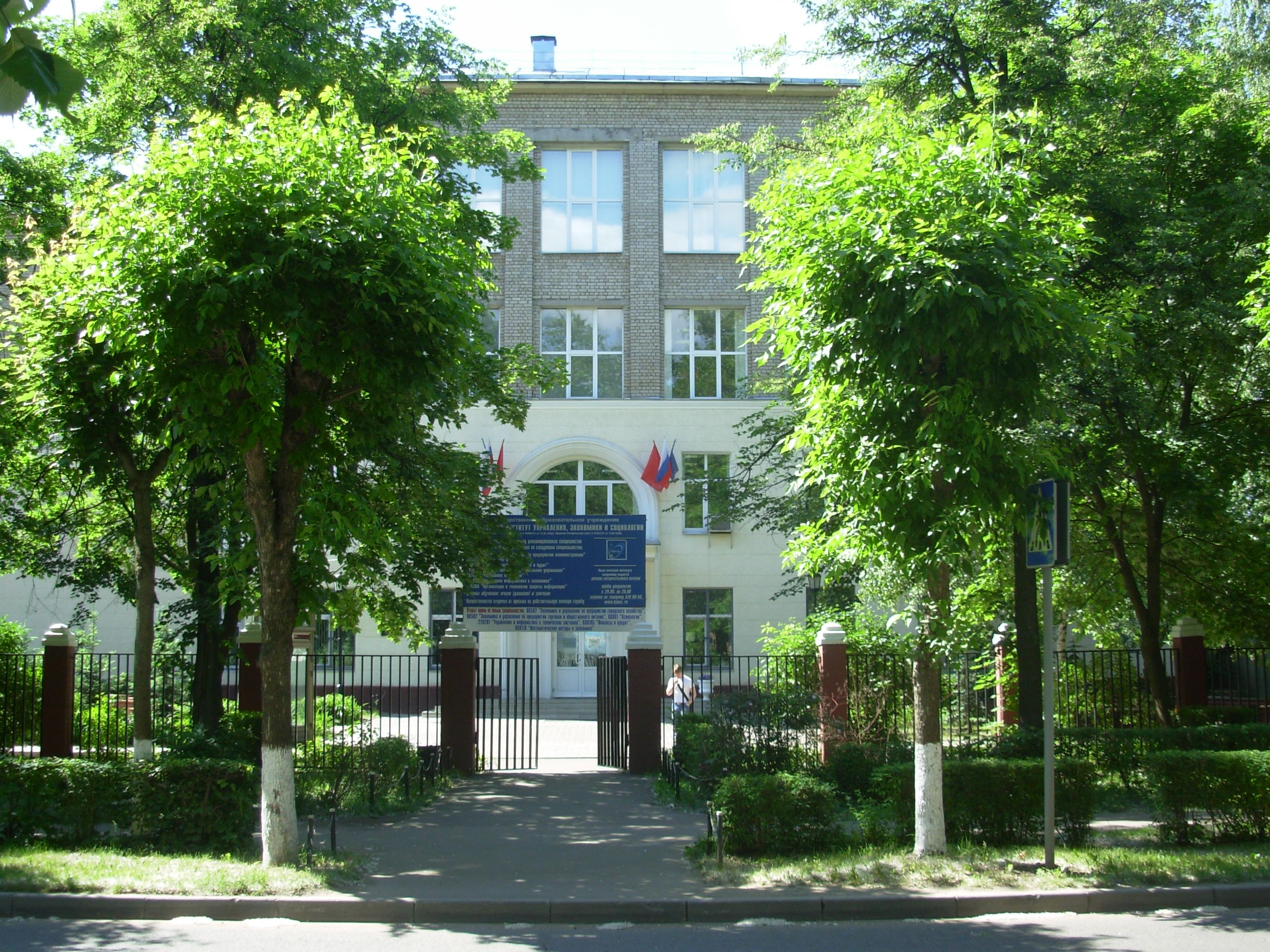
Технологический университет (1 корпус) 2011 год

- дом 2: Продуктовая лавка пос. Калининский, Кафе "Орион"
- дом 4а: Королёвская электросеть
- дом 5: Королёвская станция по борьбе с болезнями животных, Дом бывшей английской компании "Бекос", 1916 г., НТЦ "Спутник"
- дом 7: Мебельная фабрика "Триэс"
- дом 9/12: Здание городских бань пос. Калининский, Королёвские бани
- дом 10а: Строительная компания "GoldenHouse"
- дом 11: Почтовое отделение "Королёв-9"
- дом 12/14: Юридическая фирма "Решение", Салон-парикмахерская "Эмили", Кафе "Лепёшка",
- дом 14а: Охранное предприятие "Дозор", Отдел внутренних дел №23 4-го УВД МВД России
- дом 17:  Семейный психологический центр "Хорошее начало"
- дом 18: Пожарный гидрант №0101 (K150, L13)
- дом 19: Ресторан "Караван Сарай"
- дом 20/2: Мужское общежитие ССМТ
- дом 22: "Мозаика", детский сад №25 г. Королев
- дом 24/1: Продуктовый магазин "Стандарт", Временная экспозиция музея Марины Цветаевой
- дом 26а: Рекламное агентство "Юнона Уни", Туристическое агентство "Югит-тур"
- дом 26б: "Чебурашка", детский сад №23 г. Королев
- дом 28/8: Прокуратура города Королёва, Стоматологический центр "Интердентос"
- дом 32а: "Сказка", детский сад №5 г. Королев
- дом 32: Пожарный гидрант №0102 (K150, L4), Пожарный гидрант №0103 (K150, K200, L16)
- дом 34: Пожарный гидрант №0105 (K150, L12)
- дом 36а: Пожарный гидрант №0107 (K100, L7)
- дом 36/38: Детский сад №24 г. Королев, Пожарный гидрант №0108 (K200, L27)
- дом 36: Пожарный гидрант №0106 (K200, L11)
- дом 38а: Пожарный гидрант №0262 (K100, L10)
- дом 38б: "Дюймовочка", детский сад №6 г. Королев
- дом 38: Клуб любителей кошек
- дом 42: Технологический университет (1 корпус), Памятная доска о школе №8, Пожарный гидрант №0109 (K200, L35),
- дом 44а: Аптека №385, Пиццерия "Жар-пицца"
- дом 46а: "Фармоборона" (ранее Спорт-кафе "Лидер Трейд", Продуктовый магазин "Геракл", Парикмахерская "Альянс+")
- дом 46: Пожарный гидрант №0110 (K200, L12)
- дом 48а: Королёвский кожно-венерологический диспансер
- дом 48: Пожарный гидрант №0111 (K200, L12)
- дом 50/2: Пожарный гидрант №0112 (K200, L25), Пожарный гидрант №0214 (K200, L18)